# ジンバブエヨロイトカゲ
ジンバブエヨロイトカゲ（Cordylus rhodesianus）は、有鱗目ヨロイトカゲ科ヨロイトカゲ属に分類されるトカゲ。

## 分布
種小名rhodesianusは「ローデシアの」の意。
ジンバブエ、モザンビーク

## 形態
全長15cm。体形は扁平。体色は褐色で、濃色の不鮮明な斑紋や黄色い斑点が入る。胴体の鱗には筋状の盛り上がり（キール）があり、また尾には棘状の鱗が環状に並ぶ。本種の棘状の鱗は外敵に対する武装の他、下記にある岩の隙間に潜りこんだ際に引っかかることで穴から抜けにくくなると考えられている。
頭部は大型で、上から見ると三角形状になりオスでは特に顕著。

## 生態
高地にある草原や岩場に生息する。外敵に襲われると体を膨らませて威嚇したり、岩の隙間等に潜りこみ体を膨らませ引っ張り出されない様にする。
食性は動物食で昆虫類、節足動物等を食べる。
繁殖形態は卵胎生。

## 人間との関係
ペットとして飼育されることもあり、日本にも輸入されている。流通量は少ない。岩や流木等を隠れ家として配置したテラリウムで飼育される。寿命が長いようで、成長速度は遅い。